# Masdevallia ignea
Masdevallia ignea är en orkidéart som beskrevs av Heinrich Gustav Reichenbach. Masdevallia ignea ingår i släktet Masdevallia och familjen orkidéer.
Artens utbredningsområde är Colombia. Inga underarter finns listade i Catalogue of Life.

## Bildgalleri

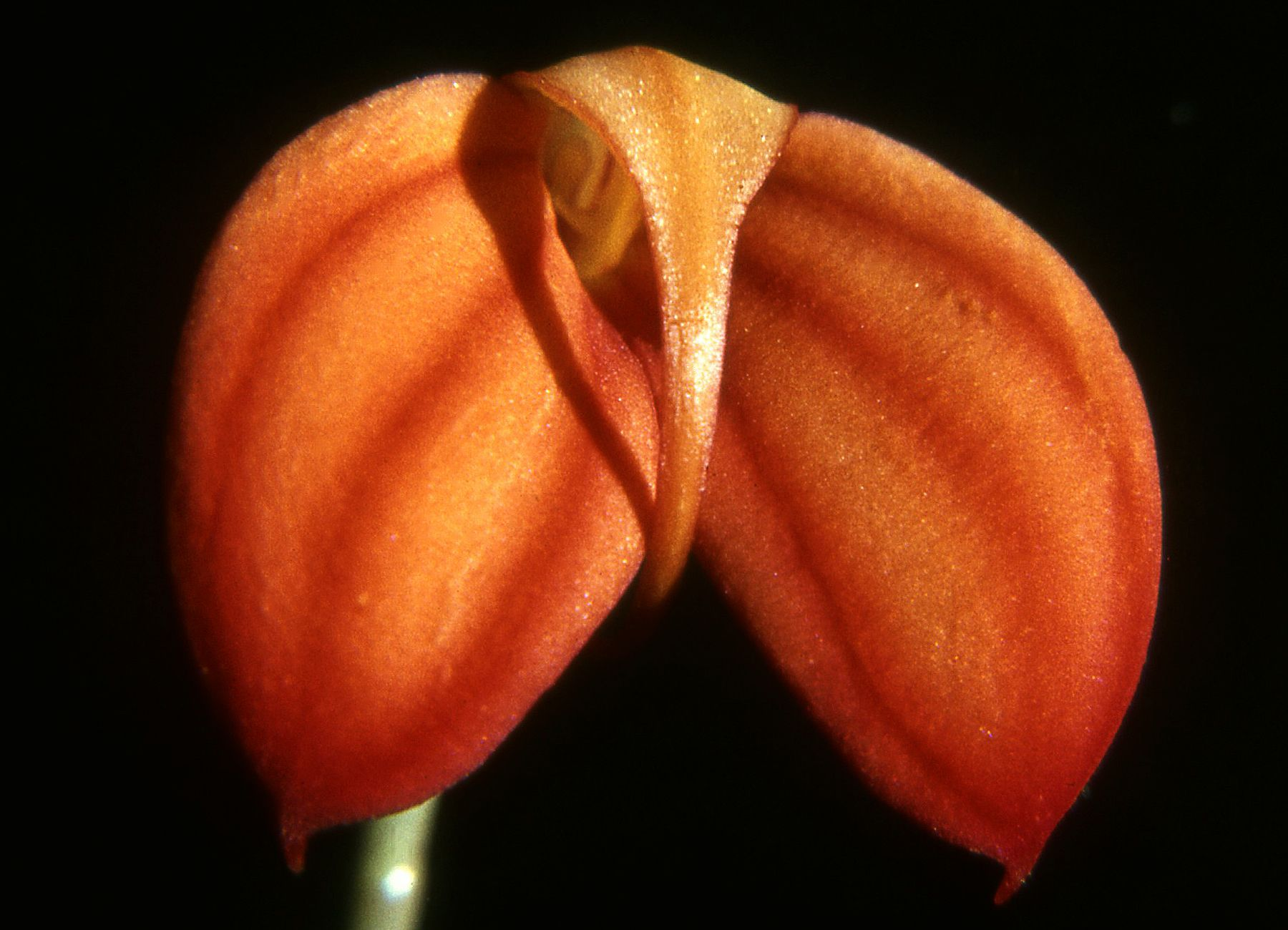
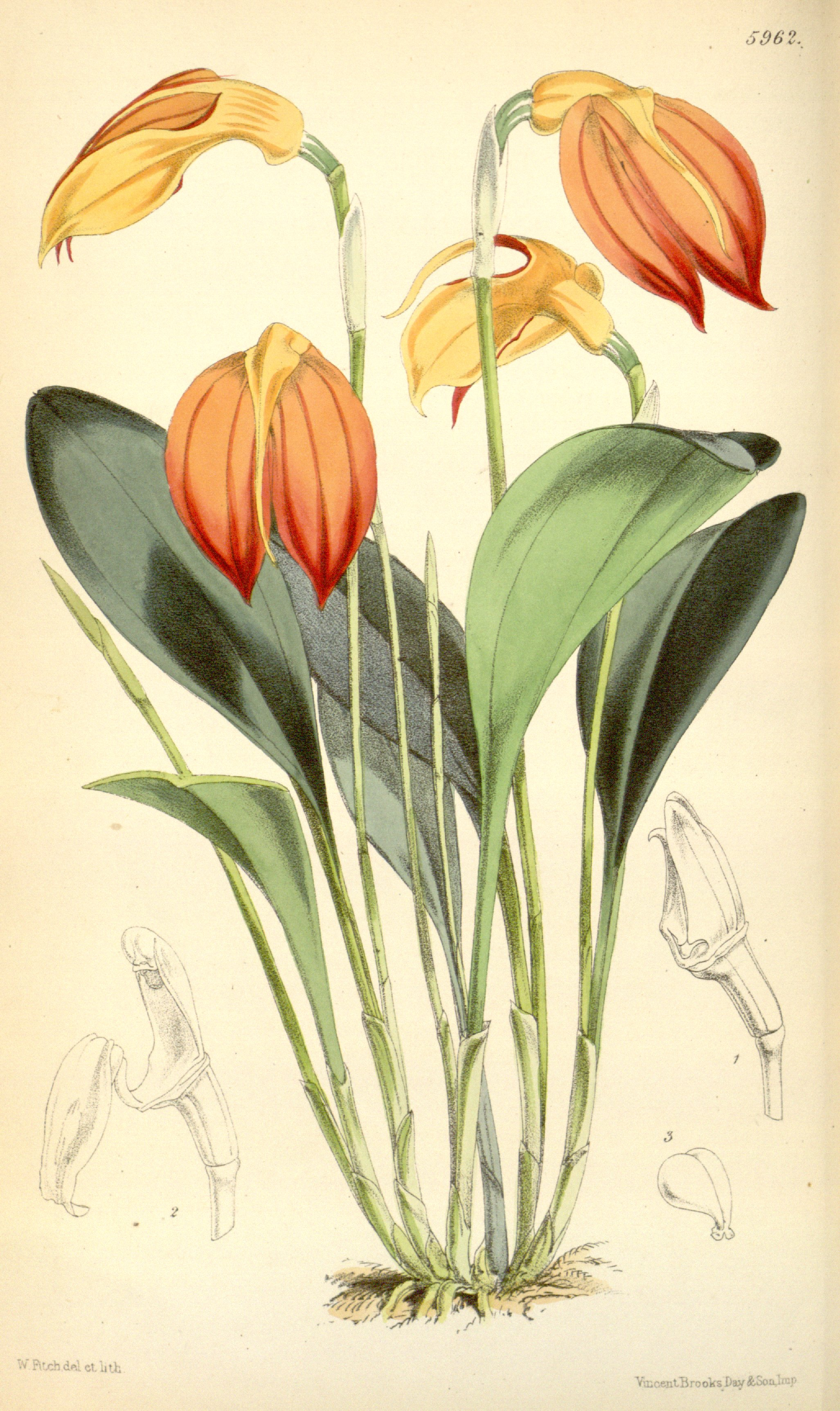
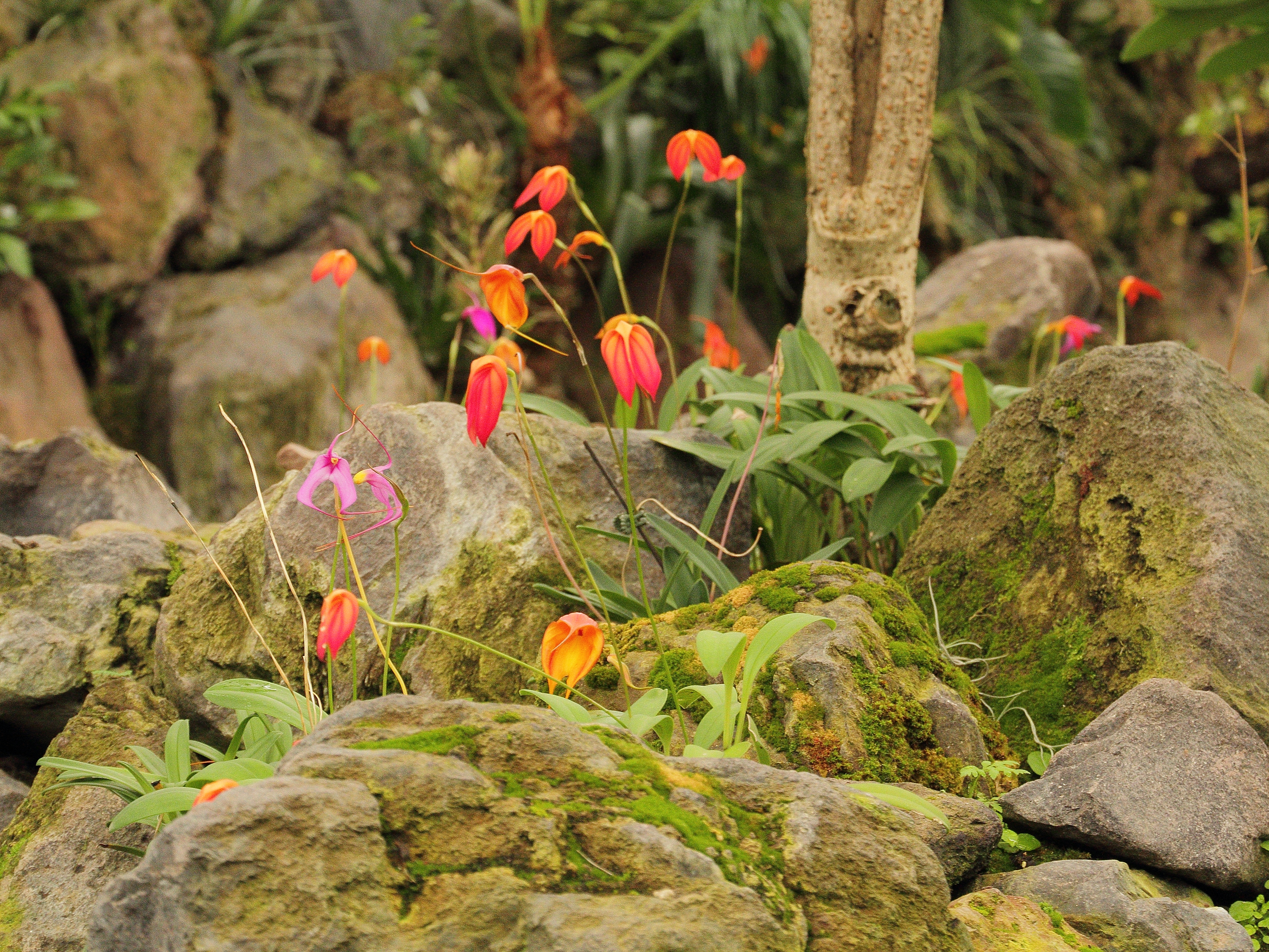
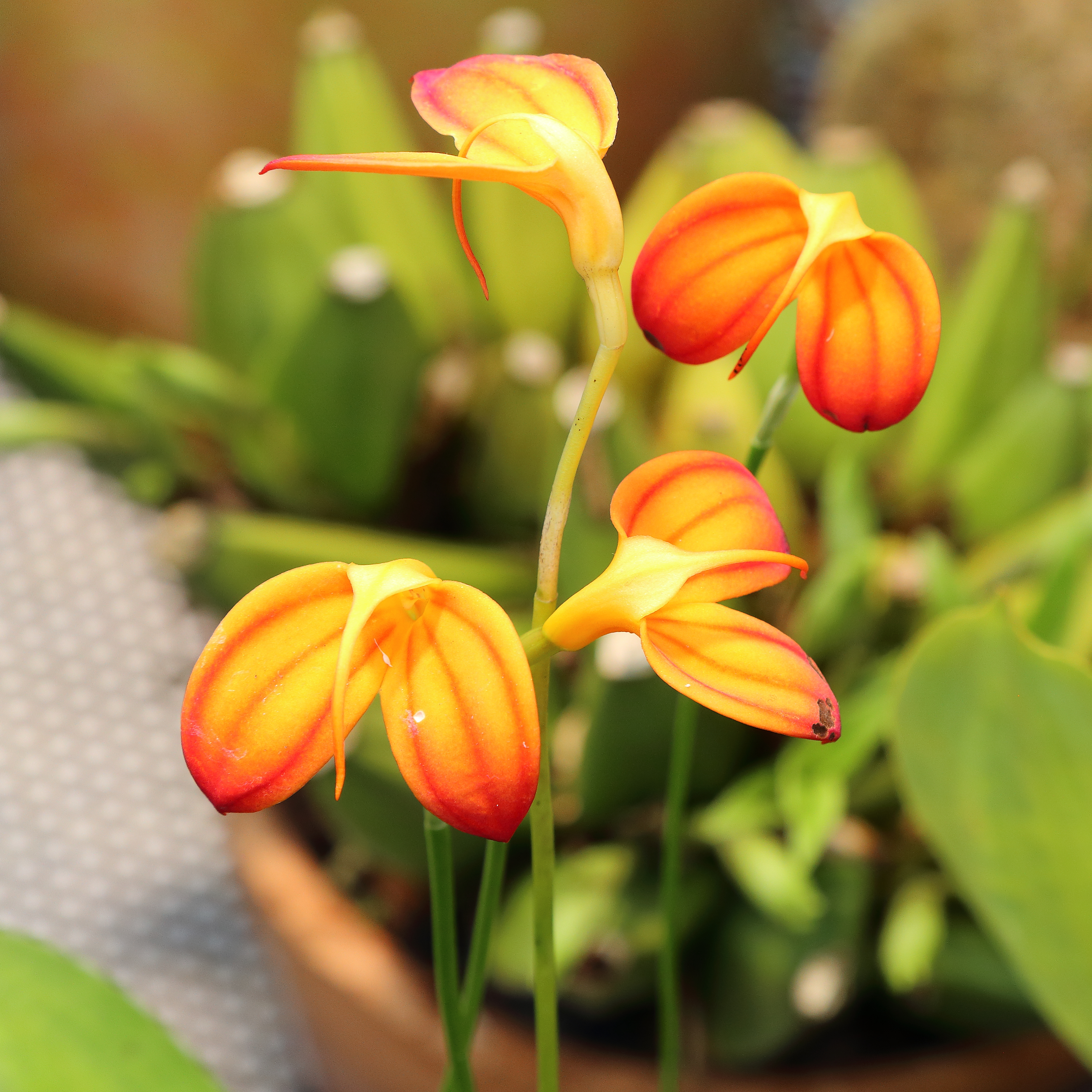
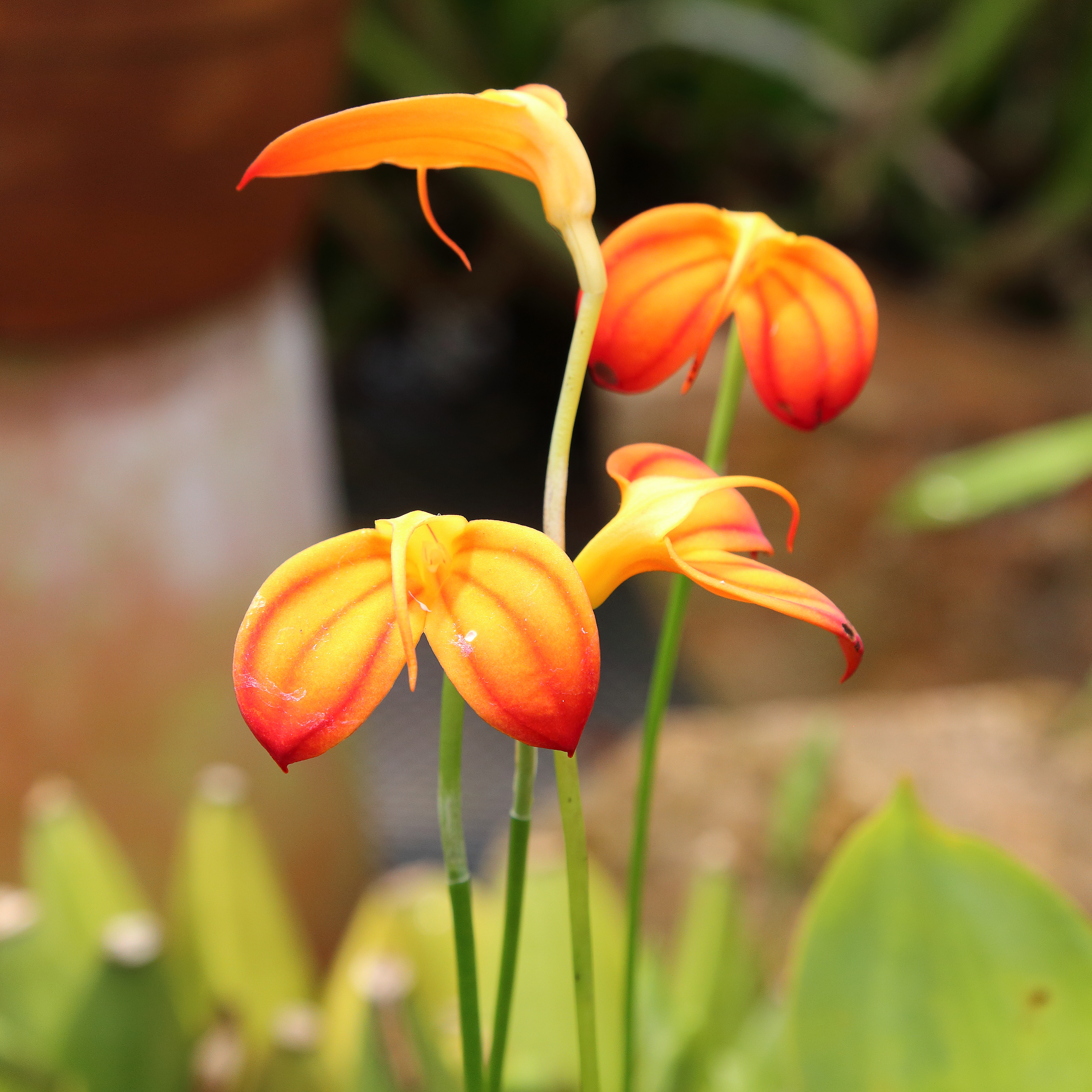
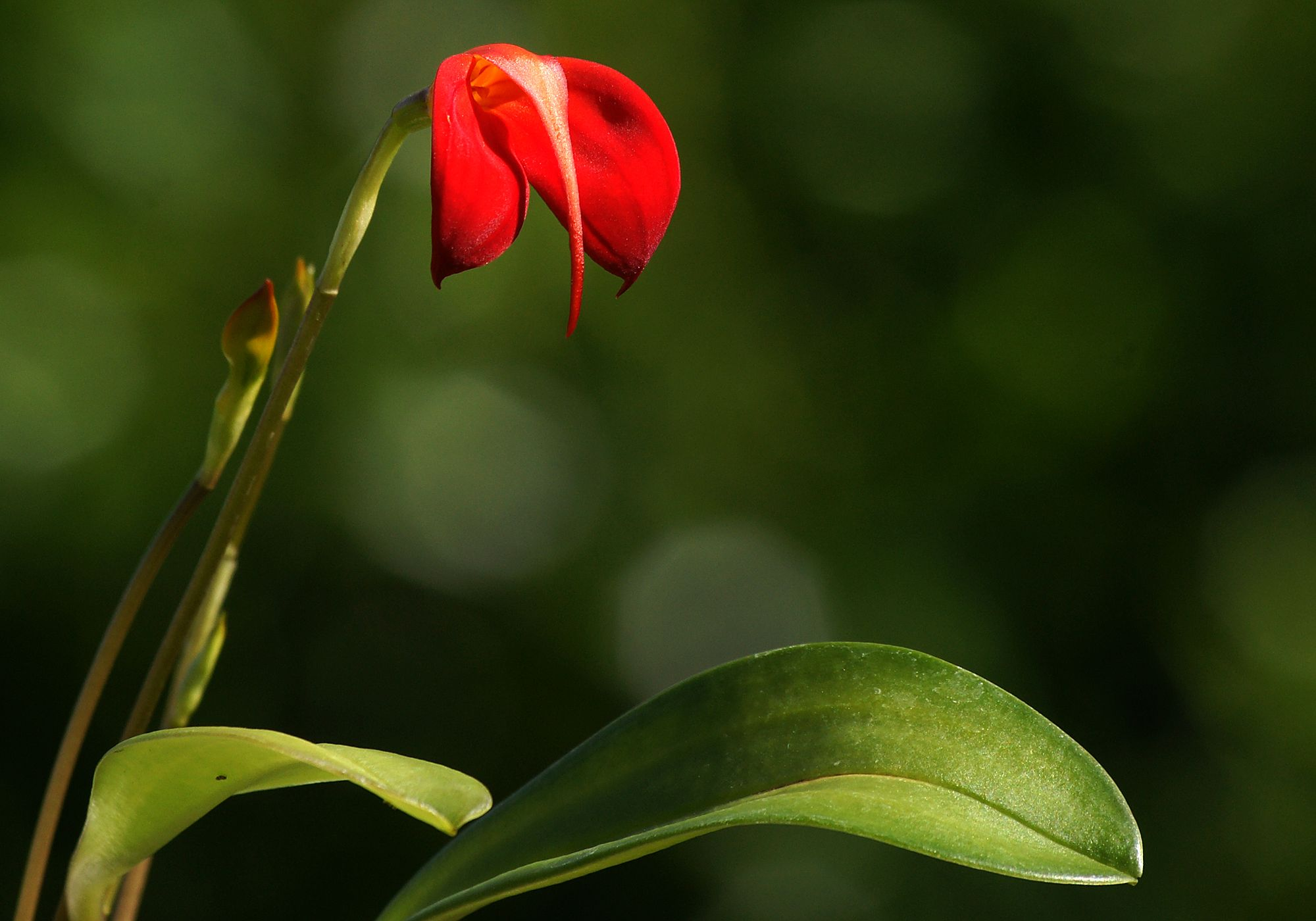